# Săhăteni
Săhăteni is een Roemeense gemeente in het district Buzău.
Săhăteni telt 3408 inwoners.